# ジョン・ルース
ジョン・ヴィクター・ルース（John Victor Roos 、1955年2月14日 - ）は、アメリカ合衆国の弁護士。学位は法務博士（スタンフォード大学・1980年）。
駐日アメリカ合衆国大使（第28代）、ウィルソン・ソンシニ・グッドリッチ・アンド・ロサティ法律事務所最高経営責任者などを歴任した。

## 経歴

### 生い立ち
ジョン・ルースは、アメリカ合衆国のカリフォルニア州・サンフランシスコに育ち、1973年にローウェル高校（en:Lowell High School）、1977年にスタンフォード大学を卒業し、1980年に同ロー・スクールを修了して法務博士号（JD、en:Juris Doctor）を取得した。学部時代にはファイ・ベータ・カッパ・ソサエティー（en:Phi Beta Kappa Society、優等学生会）の会員であり、ロー・スクール時代にはロー・レビューの編集委員となり、オーダー・オブ・ザ・コイフ（en:Order of the Coif、全米優等法学生会）の会員であった。

### 法曹界
カリフォルニア州の弁護士資格を取得して弁護士となり、ロサンゼルスの法律事務所に入った。その後、シリコンバレー北端のパロアルトにあるWilson Sonsini Goodrich & Rosati法律事務所（en:Wilson Sonsini Goodrich & Rosati）に入り、1988年には同所のパートナー、2005年2月には同所の最高経営責任者 (CEO) および理事となった。
専門分野は、成長企業の金融および証券に関する業務で、多くの企業の顧問となっている。また、会社合併、株式公開、企業提携などの業務にも携わり、多くのベンチャー・キャピタルの立ち上げに加わった。
アメリカ合衆国の著名弁護士を紹介する『ベスト・ロイヤーズ・イン・アメリカ』（Best Lawyers in America ）では、2007年、2008年、2009年の各年度版に掲載された。

### 公的活動・政治活動
1991年から1999年まで、カリフォルニア州教育委員会の委員を務めた。東京着任まで、スタンフォード大学教育学部長諮問委員会と法科大学院学部長諮問委員会のメンバーを務めた。スタンフォード大学での長年にわたるボランティア活動により、スタンフォード・アソシエートのメンバーにも選ばれた。
2008年のアメリカ合衆国大統領選挙では、バラク・オバマ陣営の資金調達を担い、およそ50万ドル（約5000万円）以上の資金を集めて新大統領の誕生に一役買った。
2009年1月にバラク・オバマが第44代アメリカ合衆国大統領に就任した後も、同大統領の側近として活動している。

### 在日本大使

#### 着任まで

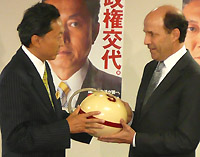
2009年9月3日、民主党代表鳩山由紀夫（左）と

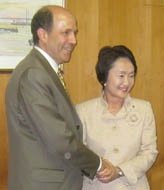
2009年9月8日、横浜市長林文子（右）と

2009年5月27日に、オバマ大統領はルースを駐日アメリカ合衆国大使に指名する意向であると正式に発表した。
一時期、駐日アメリカ大使候補として名が挙がったハーバード大学教授のジョセフ・ナイが、いわゆる知日派の大物とされるのに対して、ルースは日本との関係が薄いため知日派とは見なされておらず、また外交の経験もないため、日本国内からはオバマ政権による日本軽視の現われではないかという声の一方、経験よりも個人的な信頼関係を重視したものであり、選挙運動を通じて大統領と極めて近い関係にある人物が選ばれたことは、日本にとって大きな意味があるという見方もあった。
同年7月23日にルースはアメリカ合衆国上院外務委員会の公聴会に臨み、承認を受けるにあたっての所信を述べた。同年8月6日、同上院はルースを駐日アメリカ大使とする人事案件を承認し、ルースはオバマ大統領と会談した。会談後、オバマ大統領は「優れた判断力と卓越した知性を備えている人物、私と非常に親しい友人であるとともに、私に助言してくれる人物、そして最先端技術に関して民間部門で働いた経験があるだけでなく、公共サービスにも深い関心がある人物」としてルースを紹介した。同16日、ルースは就任宣誓を行った。

#### 着任当初
2009年8月19日に日本に到着し、成田空港で行われた記者会見において「私はカリフォルニア州のシリコンバレー出身です。そこには不可能という文字はなく、未来は現在にあります。日本にも同じような冒険の精神が息づいています。日米が共に協力すれば、達成不可能なことは何もありません。」と到着声明を述べた。翌20日には皇居で信任状を奉呈し、着任の挨拶のため外務省を訪れ、藪中三十二外務事務次官と会談した。ルースは来日前にオバマ大統領と会ったことを紹介し、「大統領は、日米両国は深い関係でわたしの役割は重要だと強調した。大使になれて光栄だ」と述べ、日米関係の一層の緊密化に努める考えを表明した。藪中次官は「日米同盟は日本国民の大多数が支持しており、同盟を強化していきたい」と応じた。
なお、鳩山由紀夫とはスタンフォード大学の同窓生にあたり、鳩山が首相に就任する直前の2009年9月3日に行われた会談では鳩山が同大学のアメリカンフットボールチームのヘルメットを自宅から持参し応対した。

#### 在任中の事績

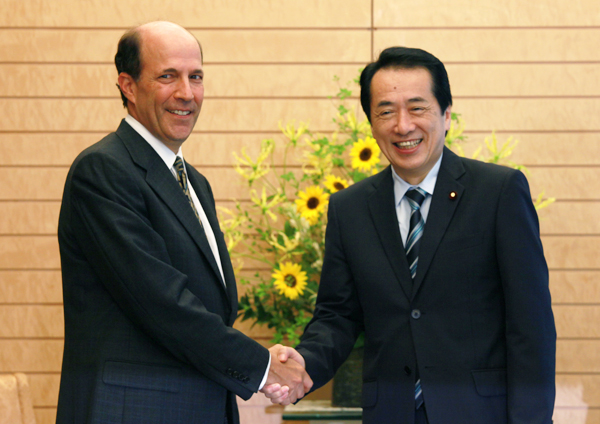
2010年6月22日、菅直人首相（右）と

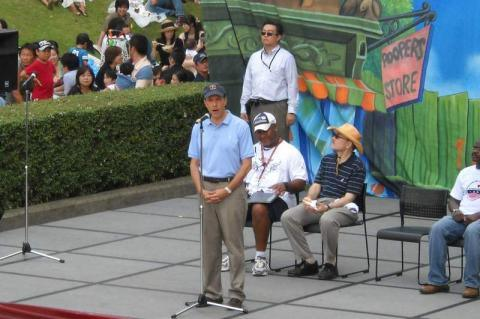
米国大使館宿舎で行われたフレンドシップデーで挨拶をするルース（2010年）

着任直後の2009年（平成21年）8月に行われた衆議院議員総選挙の結果、翌9月には自由民主党を中心とする政権から民主党を中心とする政権へ、戦後日本で初めてとなる本格的な政権交代が生じた。また、在任中の2012年（平成24年）12月に行われた衆議院議員総選挙の結果、民主党を中心とする政権から自由民主党を中心とする政権へ、再び政権交代が生じた。ルースが駐日米国大使に在任した4年間に、内閣総理大臣は5人、外務大臣は実に7人を数えることとなった。ルースは、この政権交代期における日米関係の維持に重要な役割を果たした。
2010年8月6日にはアメリカ合衆国政府代表としてはじめて広島平和記念式典に出席。同年、9月26日には長崎県の原子爆弾落下中心地碑に献花をした。2012年8月9日には、駐日米国大使として初めて長崎平和祈念式典に参加した。2013年6月23日の沖縄慰霊の日には沖縄全戦没者追悼式に出席し、同年8月には6日の広島平和記念式典、9日の長崎平和祈念式典にも、それぞれ出席した。
2011年3月11日に発生したマグニチュード9.0の東北地方太平洋沖地震による東日本大震災と、それに続く福島第一原子力発電所事故にあたっては、ルースは、広範な分野で前例のない大災害に対応する日本を支援するという米国の目標達成に向け指導力を発揮した。同年10月には、大震災の前後にわたってルースが示した卓越したリーダーシップと革新的なマネージメントが評価され、アメリカ合衆国国務省から模範的外交官に与えられる「スー・M・コブ賞」が授与された。
ルースは、大使着任後3年間で、日本の47都道府県のすべてを訪れ、政府・地方自治体の幹部、財界人、報道関係者、学生との関係を築き、活発で実りのある対話を重ねてきた。2012年には、経済界への協力が評価され、在日米国商工会議所の「2012年パーソン・オブ・ザ・イヤー」を受賞した。
ルースはまた、「TOMODACHIイニシアチブ」が創設される際にも指導力を発揮した。この「TOMODACHIイニシアチブ」とは、「東日本大震災後の日本の復興支援から生まれ、教育・文化交流、起業支援、指導者育成といったプログラムを通して、日米の次世代のリーダーに投資する官民パートナーシップ」である。ルースは、「TOMODACHIイニシアチブ」での功績が認められ、2012年12月、広報分野での優れた業績に対して与えられる国務省の「特別金賞」（Special Gold Standard Award for Public Affairs Excellence）を受賞した。
2010年9月9日には、駐日米国大使として初めてTwitterのアカウント（@AmbassadorRoos）を登録し、日本語と英語によりメッセージを発信した。
2013年8月の離任にあたっては、「（駐日大使である4年間に自分は５人の首相と付き合ったが、次期駐日大使に決まったキャロライン・ケネディは）１人の首相と付き合えばいいのだから、うらやましい…」。「（妻の）スージーと私は、あらゆる意味で、いつまでも日本のトモダチです。さようなら。（Susie and I will always be, in every sense of the word, Japan's tomodachi. Sayonara.）｣と述べた。

### 在日大使退任後
2013年9月セールスフォース・ドットコム（現・セールスフォース）取締役。10月The Roos Group CEO。12月三菱UFJフィナンシャル・グループ グローバル・アドバイザリーボード委員。
2014年4月センタービュー・パートナーズ シニア・アドバイザー。6月ソニー取締役に就任。2015年5月、アメリカ合衆国のベンチャー・キャピタルであるジオデシック・キャピタル パートナー兼共同創業者に就任。12月トヨタ・リサーチ・インスティテュート アドバイザー。2016年5月、三菱商事などとともに投資ファンドを設立した。7月マンスフィールド財団運営委員。2018年12月スタンフォード大学医学部アジア保健研究教育センター（CARE）アドバイザー。在日大使時代に東日本大震災に対する支援活動の一環として楽天仙台支社を訪れるなど、三木谷浩史と交流があり、2021年3月、楽天取締役に就任。4月楽天グループ取締役。2022年春の叙勲で旭日大綬章を受章。

## 家族
妻のスージーとの間に、娘のローレンと息子のデービッドがいる。2013年4月現在、ローレンはロサンゼルス子供病院で看護師（新生児集中治療室担当）を務める傍ら、カリフォルニア大学ロサンゼルス校の大学院で学び、デービッドはスタンフォード大学で学ぶ。